# Tuggen
Tuggens kraftstation är belägen i Umeälven cirka 2 mil nedströms Lycksele. 

## Konstruktion
Dammen är tvådelad med en del utförd som jordfyllnadsdamm med en vertikal tätkärna av pinnmo, som grundlades på berg. Denna del är 240 meter lång och som högst 26 meter, total gick det åt 120 000 m³ fyllnadsmassor till dammen. Den andra delen av dammen är en lamelldam i betong med en krönlängd på 190 meter. I lamell delen av dammen finns utskovspartiet med tre utskovsluckor. Ett ytutskov med en 12 meter bred och 10 meter hög uppåtgående segmentlucka som kan ge en maximal avbörd på 630 m³/s. Ett bottenutskov med en 12 meter bred och 6,4 meter hög uppåtgående segmentlucka med tröskeln på 16 meters djup under dämningsgränsen som kan ge en maximal avbörd på 860 m³/s. För att timmerflottningen inte skulle hindras finns det ett flottningsutskov med tillhörande flottningsränna. Utskovet avstänges med nedåtgående sektorlucka 12 meter bred och 6,5 meter hög som kan ge en maximal avbörd på 350 m³/s. Vid flottning öppnades sektorluckan vanligtvis bara ner till ett vattendjup på 0,6 meter som gav en avbörd på 10–15 m³/s, detta gav en flottningskapacitet på cirka 12 000 stockar i timmen. Från flottningsutskovet ledes stockarna genom en 80 meter lång flottningsränna ner i avloppskanalen, i dag förekommer ingen flottning.
Maskinstationen är av ovanjordstyp med två aggregat samt plats för ett extra aggregat och ligger i anslutning till lamelldammen. Turbinerna är kaplanturbiner med vertikal axel och med spiral av betong, dessa har ett nominellt flöde på 210 m³/s. Löphjulen till turbinerna har en diameter på 5,7 meter och roterar med ett varvtal på 125 varv per minut. Direkt på turbinaxeln är de 48-poliga trefasgeneratorerna kopplade. För att kunna utnyttja fallhöjden mer effektivt så finns det en 5,5 km lång nedsänkt avloppskanal nedströms maskinstationen. Avloppskanalen grävdes ut med en av Vattenfalls stora Marion 7400 släpgrävmaskiner, CF 90 som levererades som ny till bygget i Tuggen, maskinen flyttades senare till bygget i Gallejaur.

## Byggnationen
För att husera delar av arbetsstyrkan uppfördes provisoriska bostäder. För familjer uppfördes ett hus à 2 lägenheter om 3 rum och kök, samt två hus à 3 lägenheter om 2 rum och kök. För ungkarlar uppfördes 6 ungkarlsbostäder för sammanlagt 179 man. Ytterligare provisoriska byggnader också så som två mässannex med tillsammans 19 rum, en samlingslokal med post och bibliotek samt ett affärshus
Ett antal permanenta hus byggdes även upp. Ett hus med 1 lägenhet om 4 rum och kök, fem hus med 1 lägenhet om 3 rum och kök, fem hus med 2 lägenheter lägenheter om 3 rum och kök samt en mäss.